# 1454年
| 千纪： | 2千纪 |
| 世纪： | 14世纪 \| 15世纪 \| 16世纪                                                                                 |
| 年代： | 1420年代 \| 1430年代 \| 1440年代 \| 1450年代 \| 1460年代 \| 1470年代 \| 1480年代                           |
| 年份： | 1449年 \| 1450年 \| 1451年 \| 1452年 \| 1453年 \| 1454年 \| 1455年 \| 1456年 \| 1457年 \| 1458年 \| 1459年 |
| 纪年： | 甲戌年（狗年）；明景泰五年；鞑靼添元二年；越南延寧元年；日本享德三年                                       |

## 大事记
- 欧洲
- 4月18日——《洛迪条约》：米兰、佛罗伦萨和那不勒斯王国联盟。
- 普鲁士邦聯與波蘭王國結盟，宣誓效忠波蘭王國，起義對抗條頓騎士團，波蘭王國同意將普魯士地區收歸版圖，向條頓騎士團宣戰，十三年戰爭爆發。
- 教宗尼各老五世給葡萄牙國王阿方索頒布敕令，允許其壟斷非洲西部沿岸的所有海上航線。
- 约翰内斯·古腾堡開始用活字印刷術印刷《古騰堡聖經》。

## 出生
- 3月9日——阿美利哥·维斯普西，意大利探险家（逝世于1512年）
- 9月4日——亨利·斯塔福德，英国政治家（逝世于1483年）

## 逝世
- 也先，蒙古瓦剌部領袖（出生年月不明）